# Sibucán
El sibucán es un instrumento agrícola que fue utilizado por los aborígenes taínos. 
Consiste en un saco construido con hojas de palma real, para contener y prensar la yuca rallada hasta conseguir la harina con la cual se hare el casabe (torta de pan).
Dijo el Padre de las Casas:

...tienen una manga, que llaman sibucán, la media sílaba breve, hecha de empleyta de palma, de braza y media, o poco más; y ancha cuanto quepa el brazo; la cual tiene un asa a cada cabo, de donde se puede colgar: esta manga hínchanla de aquella masa, muy llena e apretada, y cuélganla de la rama de un árbol; y por la otra asa meten un palo de dos brazos o poco más; y metido el cabo del palo en un agujero de un árbol junto a la tierra, siéntanse dos y tres mujeres, o personas, al otro cabo del palo, y están allí una hora y más sentadas; y así se aprieta y exprime aquella masa.

- Datos: Q6127380